# Inégalité de Remez
En mathématiques, l'inégalité de Remez, découverte par le mathématicien soviétique Evgeny Yakovlevich Remez (Remez 1936), donne une majoration sur les normes supremum de certains polynômes, la majoration étant atteinte par les polynômes de Tchebychev. 

## Énoncé de l'inégalité
Soit {\textstyle \sigma } un nombre positif fixé arbitraire. Définissons la classe de polynômes {\textstyle \pi _{n}(\sigma )} comme étant l'ensemble des polynômes {\displaystyle p} de degré {\displaystyle n} tels que 
{\displaystyle |p(x)|\leq 1}
sur un ensemble de mesure {\displaystyle \geqslant 2} contenues dans l'intervalle fermé {\textstyle \left[-1,1+\sigma \right]}. L'inégalité de Remez affirme alors 
{\displaystyle \sup _{p\in \pi _{n}(\sigma )}\|p\|_{\infty }=\|T_{n}\|_{\infty }}

où {\displaystyle T_{n}(x)} est le polynôme de Tchebychev de degré {\displaystyle n} et la norme supremum est prise sur l'intervalle {\textstyle \left[-1,1+\sigma \right]}. 
Puisque {\displaystyle T_{n}} est croissant sur {\displaystyle [1,+\infty ]}, on a  
{\displaystyle \|T_{n}\|_{\infty }=T_{n}(1+\sigma ).}
L'inégalité de Remez, combinée à une estimation des polynômes de Tchebychev, implique le corollaire suivant : si {\textstyle J\subset \mathbb {R} } est un intervalle fini, et {\displaystyle E\subset J} est un ensemble mesurable arbitraire, alors 
{\displaystyle \max _{x\in J}|p(x)|\leqslant \left({\frac {4\,\,{\textrm {mes}}(J)}{{\textrm {mes}}(E)}}\right)^{n}\sup _{x\in E}|p(x)|\qquad \qquad (*)}
pour tout polynôme {\displaystyle p} de degré {\displaystyle n} . 

## Extensions: lemme de Nazarov – Turán
Des inégalités similaires à ( * ) ont été prouvées pour différentes classes de fonctions et sont connues sous le nom d'inégalités de type Remez. Un exemple important est l'inégalité de Nazarov pour les sommes exponentielles (Nazarov 1993)  : 
L'inégalité de Nazarov. Soit 
{\displaystyle p(x)=\sum _{k=1}^{n}a_{k}e^{\lambda _{k}x}}
une somme exponentielle (avec des {\displaystyle \lambda _{k}\in \mathbb {C} } arbitraires ), {\textstyle J\subset \mathbb {R} } un intervalle fini et {\displaystyle E\subset J} un ensemble mesurable arbitraire. On a alors 
{\displaystyle \max _{x\in J}|p(x)|\leqslant e^{\max _{k}|\Re e(\lambda _{k})|\,\mathrm {mes} (J)}\left({\frac {C\,\,{\textrm {mes}}(J)}{{\textrm {mes}}(E)}}\right)^{n-1}\sup _{x\in E}|p(x)|~,}
où {\displaystyle C>0} est une constante numérique.
Dans le cas particulier où {\displaystyle \lambda _{k}} sont à la fois des imaginaires purs et des entiers (sous-entendu au facteur complexe {\displaystyle i} près) et que le sous-ensemble {\displaystyle E} est lui-même un intervalle, l'inégalité a été prouvée par Pál Turán et est connue sous le nom de lemme de Turán. 
Cette inégalité s'étend également aux espaces {\displaystyle L^{p}(\mathbb {T} ),\ 0\leq p\leq 2} de la manière suivante 
{\displaystyle \|p\|_{L^{p}(\mathbb {T} )}\leqslant e^{A(n-1){\textrm {mes}}(\mathbb {T} \setminus E)}\|p\|_{L^{p}(E)}}
pour A > 0 indépendant de  {\textstyle p}, {\textstyle E} et {\displaystyle n}. Quand 
{\displaystyle \mathrm {mes} (E)<1-{\frac {\log n}{n}}}

une inégalité similaire est vraie pour {\textstyle p>2}. Pour {\textstyle p=\infty }, il existe une extension aux polynômes multidimensionnels. 
Preuve : en appliquant le lemme de Nazarov à l'ensemble{\textstyle E=E_{\lambda }=\{x\,:\ |p(x)|\leq \lambda \}\ \ (\lambda >0),} on obtient l'inégalité 
{\displaystyle \max _{x\in J}|p(x)|\leq e^{\max _{k}|\Re e(\lambda _{k})|\,\mathrm {mes} (J)}\left({\frac {C\,\,{\textrm {mes}}(J)}{{\textrm {mes}}(E_{\lambda })}}\right)^{n-1}\sup _{x\in E_{\lambda }}|p(x)|\leqslant e^{\max _{k}|\Re e(\lambda _{k})|\,\mathrm {mes} (J)}\left({\frac {C\,\,{\textrm {mes}}(J)}{{\textrm {mes}}(E_{\lambda })}}\right)^{n-1}\lambda }
d'où 
{\displaystyle {\textrm {mes}}(E_{\lambda })\leqslant C\,\,{\textrm {mes}}(J)\left({\frac {\lambda \,e^{\max _{k}|\Re e(\lambda _{k})|\,\mathrm {mes} (J)}}{\max _{x\in J}|p(x)|}}\right)^{\frac {1}{n-1}}.}

Maintenant, fixons un ensemble {\textstyle E} et choisissons {\textstyle \lambda } tel que {\textstyle {\textrm {mes}}(E_{\lambda })\leqslant {\tfrac {1}{2}}\,{\textrm {mes}}(E)}, c'est-à-dire 
{\displaystyle \lambda =\left({\frac {{\textrm {mes}}(E)}{2\,C\,\mathrm {mes} (J)}}\right)^{n-1}e^{-\max _{k}|\Re e(\lambda _{k})|\,\mathrm {mes} (J)}\max _{x\in J}|p(x)|}

Notons que cela implique : 
1. {\displaystyle {\textrm {mes}}(E\setminus E_{\lambda })\geqslant {\frac {1}{2}}{\textrm {mes}}(E)} .
2. {\displaystyle \forall x\in E\setminus E_{\lambda }:|p(x)|>\lambda } .

Maintenant 
{\displaystyle {\begin{aligned}\int _{x\in E}|p(x)|^{p}\,{\mbox{d}}x&\geq \int _{x\in E\setminus E_{\lambda }}|p(x)|^{p}\,{\mbox{d}}x\\[6pt]&\geqslant \lambda ^{p}{\frac {1}{2}}{\textrm {mes}}(E)\\[6pt]&={\frac {1}{2}}{\textrm {mes}}(E)\left({\frac {{\textrm {mes}}(E)}{2\,C\,\mathrm {mes} (J)}}\right)^{p(n-1)}e^{-p\max _{k}|\Re e(\lambda _{k})|\,\mathrm {mes} (J)}\max _{x\in J}|p(x)|^{p}\\[6pt]&\geqslant {\frac {1}{2}}{\frac {{\textrm {mes}}(E)}{{\textrm {mes}}(J)}}\left({\frac {{\textrm {mes}}(E)}{2\,C\,\mathrm {mes} (J)}}\right)^{p(n-1)}e^{-p\max _{k}|\Re e(\lambda _{k})|\,\mathrm {mes} (J)}\int _{x\in J}|p(x)|^{p}\,{\mbox{d}}x,\end{aligned}}}

ce qui complète la preuve. 

## L'inégalité de Pólya
L'un des corollaires de l'inégalité de Remez est l'inégalité de Pólya, qui a été prouvée par George Pólya (Pólya 1928) et qui énonce que la mesure de Lebesgue d'un ensemble de sous-niveau d'un polynôme {\textstyle n} de degré {\textstyle n} est bornée en fonction de son coefficient dominant {\textstyle CD(p)} comme suit : 
{\displaystyle {\textrm {mes}}\left(\left\{x\in \mathbb {R} \,\mid \,|P(x)|\leq a\right\}\right)\leqslant 4\,\left({\frac {a}{2\,\mathrm {CD} (p)}}\right)^{1/n}~,\quad a>0~.}